# Young Fu of the Upper Yangtze
Young Fu of the Upper Yangtze est un roman de l'écrivaine américaine Elizabeth Foreman Lewis qui a remporté la médaille Newbery de 1933. L'histoire tourne autour de Fu Yuin-fah, le fils d'une veuve de la campagne de l'ouest de la Chine, qui souhaite devenir chaudronnier dans la grande ville du fleuve Yang-Tsé, Chungking (désormais orthographiée Chongqing). Avec l'aide de nombreuses personnes, comme un ancien savant et un missionnaire blanc, son objectif est finalement atteint. Peut-être à cause de ses connotations coloniales, ce livre est tombé en disgrâce sur les listes américaines de recommandations de lecture.
Illustré par Kurt Wiese lors de sa première édition, le roman reste inédit dans les pays francophones.

## Résumé
Au début du livre, la veuve Fu Be-be arrive à Chungking, en Chine, avec son fils de 13 ans Yuin-fah et une lettre d'un ami du village pour Tang Yu-shu, un maître chaudronnier, demandant que Young Fu reçoive un apprentissage dans l'établissement de Tang. Parce que la veuve est seule et que Young Fu est son fils unique, il est autorisé à terminer son apprentissage tout en vivant avec elle dans une petite chambre louée, au lieu de vivre dans la boutique. Cet élément du scénario permet au lecteur de voir de nombreuses facettes de la ville.
Dans les chapitres qui suivent, Young Fu passe du statut de jeune garçon quelque peu arrogant de 13 ans à un jeune homme de 18 ans plus capable et plus humble. En cours de route, il rencontre des soldats, des étrangers, des voleurs, des militants politiques, un ancien savant, les pauvres et les riches de la ville, des fonctionnaires du gouvernement. Il est tour à tour escroqué, attaqué par des bandits, injurié et loué au fur et à mesure que ses compétences de chaudronnier se développent.

## Personnages principaux
- Young Fu (Jeune Fu) : le principal protagoniste.
- Fu Be-Be : veuve et mère de Young Fu.
- Tang Yu-shu : un maître chaudronnier et l'un des mentors de Young Fu.
- Wang Scholar (le savant Wang) : un vieil homme pauvre mais instruit et un des mentors de Young Fu.
- Lu et Old Tsu : les principaux compagnons de la boutique de Tang.
- Small Li (Petit Li) : apprenti dans la boutique de Tang et bon ami de Young Fu.
- Small Den (Petit Den) : un autre apprenti dans la boutique de Tang et le principal antagoniste de Young Fu.

## Analyse
Le livre est très épisodique, presque comme une série d'histoires courtes. Comme beaucoup de romans pour enfants, c'est un roman d'apprentissage - les épisodes sont comme des tremplins dans le développement du personnage principal.
Young Fu of the Upper Yangtze aborde un certain nombre d'aspects historiques et culturels de la Chine. Il se déroule à Chungking, qui est à l'époque la plus grande ville de la province du Szechuan (Sichuan) et l'une des plus grandes villes de Chine. De nos jours, Chongqing est sa propre entité politique et ne fait plus partie du Sichuan.
La période historique représentée, les années 1920, est une période agitée en Chine, une époque de changements technologiques et politiques,, aspects qui sont tous abordés à des degrés divers. Puisqu'il s'agit d'un livre pour enfants, les événements historiques sont simplement abordés plutôt que décrits en détail, afin de ne pas ralentir l'intrigue.
En termes d'intrigue, l'histoire est racontée à travers les yeux de Young Fu. Cependant, en termes de conception générale, l'histoire est racontée d'un point de vue occidental, ce qui ne devrait pas être une surprise, car l'auteur est une Occidentale qui a elle-même vécu en Chine et connaît le pays de première main. On peut voir le point de vue de l'auteur en ce que les personnages occidentaux présentés ont tendance à être sympathiques, alors que les personnages occidentaux ou les influences occidentales négatifs sont simplement mentionnés. Mais les Occidentaux ne sont représentés que sporadiquement dans le livre, et au milieu du récit, ils ont tous évacué la ville, après avoir fui vers les canonnières sur le Yang-Tsé pour éviter le chaos général des Tuchuns en guerre.
Le personnage principal a un goût plutôt occidental pour le progrès et l'invention.

## Récompenses
- 1933 : médaille Newbery[4]
- 1960 : Lewis Carroll Shelf Award (en)